# 杨同彦
杨同彦（1961年4月12日—2017年11月7日），笔名杨天水，江苏泗阳人，中国作家、异见人士，中国民主党苏皖党部筹组人。独立中文笔会会员，狱中作家奖获得者。

## 生平
杨同彦于1982年毕业于北京师范大学历史系后，之后担任公务员，经常在网上发表作品。亲历1989年六四事件后，他于1990年与好友成立“中华民主联盟”。同年6月1日，他被南京警方逮捕，关押在南京市公安局看守所，后来被当局以“反革命宣传煽动罪”判处10年有期徒刑，剥夺政治权利4年，在南京龙潭监狱服刑，期间在狱中创作了许多作品。2000年5月刑满出狱后，继续参与民主事业，参与中国民主党苏皖党部，继续在网络上发表文章批评时政。2004年5月28日，当局认为他发表的文章有损国家荣誉，不利于社会安定，要求南京警方将其行政拘留15天。12月24日，杭州市石桥警方以“口头传唤”将其强行押解回南京，以“涉嫌煽动颠覆国家政权”的罪名拘留，在海内外维权人士及国际媒体的共同压力下，30天后被取保候审获释。2005年12月，再度因涉嫌“煽动颠覆国家政权罪”，被南京江宁警方行政拘留，次年5月16日被江苏镇江市中级法院以“颠覆国家政权罪”判处12年有期徒刑，剥夺政治权利4年，罪名是在互联网上发表反对政府的文章并接受海外资金。2010年，杨同彦身患肺结核和腹膜炎，申请保外就医未果。
2017年8月，他被查处罹患脑瘤，最终获得保外就医，8月23日在上海华山医院接受脑部手术，当局未同意他到海外就医，11月7日因病去世，终年56岁。当局要求杨同彦的家属在遗体火化后，将骨灰撒入大海，也不得向外界透露消息。